# Lucas Lund Pedersen
Lucas Lund Pedersen (Bruunshåb, 19 marzo 2000) è un calciatore danese, portiere del Viborg.

## Carriera

### Club
Cresciuto nel settore giovanile del Viborg, esordisce in prima squadra l'8 agosto 2018, disputando l'incontro di DBUs Landspokalturnering vinto per 0-10 contro il Vildbjerg.

### Nazionale
Ha rappresentato le nazionali giovanili danesi dall'Under-17 all'Under-21.

## Statistiche

### Presenze e reti nei club
Statistiche aggiornate al 25 luglio 2022.
| Stagione        | Squadra         | Campionato      | Campionato | Campionato | Coppe nazionali | Coppe nazionali | Coppe nazionali | Coppe continentali | Coppe continentali | Coppe continentali | Altre coppe | Altre coppe | Altre coppe | Totale | Totale |
| Stagione        | Squadra         | Comp            | Pres       | Reti       | Comp            | Pres            | Reti            | Comp               | Pres               | Reti               | Comp        | Pres        | Reti        | Pres   | Reti   |
| --------------- | --------------- | --------------- | ---------- | ---------- | --------------- | --------------- | --------------- | ------------------ | ------------------ | ------------------ | ----------- | ----------- | ----------- | ------ | ------ |
| 2018-2019       | Viborg          | 1D              | 0          | 0          | CD              | 2               | -2              |                    | -                  | -                  |             | -           | -           | 2      | -2     |
| 2019-2020       | Viborg          | 1D              | 4          | 0          | CD              | 0               | 0               |                    | -                  | -                  |             | -           | -           | 4      | 0      |
| 2020-2021       | Viborg          | 1D              | 6+10       | 0 + -10    | CD              | 0               | 0               |                    | -                  | -                  |             | -           | -           | 16     | -10    |
| 2021-2022       | Viborg          | SL              | 16+11      | -24 + -11  | CD              | 0               | 0               |                    | -                  | -                  |             | -           | -           | 27     | -35    |
| 2022-2023       | Viborg          | SL              | 2          | -4         | CD              | 0               | 0               | UECL               | 1                  | 0                  |             | -           | -           | 3      | -4     |
| Totale carriera | Totale carriera | Totale carriera | 49         | -49        |                 | 2               | -2              |                    | 1                  | 0                  |             | -           | -           | 52     | -51    |

## Palmarès

### Club

#### Competizioni nazionali
- 1. Division: 1

Viborg: 2020-2021